# Pyo Pil-sang
Pyo Pil-sang (표필상?; 17 febbraio 1968) è un ex cestista sudcoreano.

## Carriera
Con la Corea del Sud ha disputato i Campionati mondiali del 1990.